# 全国人民政权代表大会
全國人民政权代表大会（西班牙語：Asamblea Nacional del Poder Popular）是古巴共和國的最高国家权力机关，1976年12月2日依照同年通过的古巴宪法成立，有立法和修改憲法的权力，是古巴的立法機關，亦负责选举国家主席和任命政府总理等国家领导人。

## 概况
全國人民政權代表大會每届任期五年，全部立法議員經由等額選舉產生，每年举行两次例会。古巴在地方设有省级、市级（任期为两年半）人民政权代表大会。省、市和全国代表大会的选举一般分阶段举行，通常会持续数月。新当选的全国代表大会代表随即召开会议，确定各代表的合法性并选举大会主席，组建新一届全国人民政权代表大会。全国代表大会下设国务委员会，是大会休会期间的常设机构，由全国人民政权代表大会选举产生，在全国代表大会休会期间代表其行使国家权力。
古巴国务委员会主席为国会议长，国务委员会主席以下设有第一副主席和数名副主席、若干名秘书和委员。此前古巴共和國法律规定：国务委员会主席兼任部长会议主席和革命武装力量总司令，主席一般由古共中央第一书记兼任。随着2019年宪法修正案的通过，国务委员会主席将国家元首的职权移交给国家主席，全国人民政权代表大会主席兼任古巴国务委员会主席；也不再设置古巴部长会议主席（原政府首脑）。
现任全国人民政权代表大会主席兼古巴国务委员会主席为埃斯特万·拉索·埃尔南德斯。

## 外部連結
- 官方网站 （西班牙文）